# سامتسخه-جاواختی
سامتْسخِه-جاواختی (به گرجی: სამცხე-ჯავახეთი) (تلفظ: Samtskhe-Javakheti) یکی از استان‌های گرجستان است به مرکزیت آخالتسیخه.
سه خط لوله از این استان عبور می‌کنند که عبارت اند از: ۱– خط لوله باکو-سوپسا، ۲– خط لوله باکو-تفلیس-جیهان و ۳– خط لوله گاز ترانس خزر.
این استان از دو بخش تشکیل شده است: مسختی و جاواختی.

## مسختی

### جغرافیا
قسمت نسبتاً بزرگی از مسختی در زمین باز و گسترده‌ای قرار دارد که به نام «سامتسخه» معروف است. آب و هوای سامتسخه معتدل مرطوب با تابستان‌های گرم و طولانی است. در قرن نهم میلادی مسختی مرکز پادشاخی «تائو کلارجتی» بود. بسیاری از تاریخ نگاران مسختی را گهوارهٔ فرهنگ ملی گرجی می‌دانند، زیرا این ناحیه همانند جاواختی در عصر طلایی گرجستان (دورهٔ ملکه تامارا) (پایان سدهٔ ۱۲ و آغاز سدهٔ ۱۳) پایتخت فرهنگی گرجستان بوده است.

### صنعت و اقتصاد
در دورهٔ برقراری اتحاد بین جمهوری‌های شوروی، تعداد زیادی ساختارهای آبیاری در مسختی ایجاد شد که بزرگترین آن‌ها کانال‌های آبیاری تسریوخی، گورگل-آرالی و خوشنی هستند. اراضی بایر با ایجاد این کانال‌ها آباد شد و در آن‌ها غلات کشت شده و باغ‌های میوه احداث گشته است.
کشاورزی و صنعت در این منطقه از اهمیت خاصی برخوردار است. یکی از مهمترین بخش‌های صنعت مسختی، توسعهٔ منابع زغال سنگ قهوه‌ای، در نزدیکی روستای «واله» از توابع شهر آخالتسیخه بود.
اهمیت راه آهن برجومی-شهرک معدنچیان واله، بسیار زیاد است. این راه آهن نه تنها کاربرد محلی دارد، بلکه این ناحیه را با سایر نواحی گرجستان مرتبط می‌سازد.

## جاواختی

### جغرافیا
جاواختی در قسمت جنوب شرقی گرجستان قرار دارد. آب و هوای این سرزمین، با زمستان‌های سرد و کوتاه و تابستان‌های خشک مشخص می‌شود.
مرکز جاواختی در «آخالکالاکی» است که در زبان گرجی به معنای: «شهر جدید» می‌باشد. این شهر در کنار رودخانهٔ «آخالکالاکیس تسقالی» و در مرکز تقاطع شاهراه‌های اصلی واقع شده است.

### صنعت و اقتصاد
بیشترین تولید صنعتی منطقه در برجومی صورت می گید که دارای ارتباطات خوب حمل و نقلی با بقیه مناطق گرجستان می‌باشد. با این وصف جمع‌آوری مالیات بر سود و درآمد در این منطقه از مقدار پیش بینی شده کمتر می‌باشد. فعالیت‌های صنعتی در بقیه مناطق جاواختی مثل آخالتسیخه که بزرگترین کارخانهٔ پروسهٔ شکر گرجستان در آن قرار دارد رو به نزول است.
فعالیت‌های اصلی کشاورزی منطقه منحصر به تولید سیب زمینی و همچنین دامداری می‌باشد.